# Chiyoko Kawashima
Chiyoko Kawashima (jap. 川島 千代子 Kawashima Chiyoko;  ur. 2 czerwca 1954 w Tokio) – japońska seiyū.

## Biografia i kariera
Chiyoko Kawashima urodziła się 2 czerwca 1954 roku w Tokio w Japonii. Swoją przygodę jako seiyū rozpoczęła w 1975 roku w wieku 21 lat, użyczając głosu Makibie Hikaru w serialu anime UFO Robo Grendizer. W późniejszym czasie użyczyła również głosu innym postaciom, m.in. Aki w Muteki Choujin Zanbot 3, Kei Yuki i Mayu Ōyama w Uchu Kaizoku Captain Harlock i Fujiko Itō w Yawara! A Fashionable Judo Girl.
W 1992 roku największą sławę przyniosła jej rola w serialu anime Czarodziejka z Księżyca, gdzie użyczyła głosu Shingo Tsukino, nauczycielki Haruny Sakurada oraz Setsuny Meiō jako Czarodziejki z Plutona.
W 2001 roku przed odejściem z pracy na emeryturę użyczyła głosu mamie Maron Kusakabe w serialu anime Kamikaze kaitō Jeanne. Rola mamy Maron była jej ostatnią, zanim porzuciła ten zawód.

## Wybrana filmografia
- Candy Candy – Patricia O'Brien
- Cat's Eye – Kazumi
- Kaibutsu-kun – Utako
- Kamikaze Kaito Jeanne – mama Maron
- Kimagure Orange Road – mama Hikaru
- Małe Kobietki – Amy
- Skrzaty z Wyspy Li – Popit
- Czarodziejka z Księżyca – Setsuna Meiō / Czarodziejka z Plutona, Shingo Tsukino, Haruna Sakurada
- Sailor Moon S: The Movie – Setsuna Meiō / Czarodziejka z Plutona
- Sailor Moon SuperS: The Movie – Setsuna Meiō / Czarodziejka z Plutona
- UFO Robo Grendizer – Makiba Hikaru